# ميا موراي
ميا موراي (بالإنجليزية: Mia Murray)‏ مواليد 4 أغسطس 1988 في جنوب أستراليا، هي لاعبة كرة سلة أسترالية. يبلغ طولها 6 قدم 2 بوصة (1.9 م). حققت المركز الثالث في الألعاب الجامعية الصيفية 2009.

## الميداليات
| الميدالية | المسابقة                      |
| --------- | ----------------------------- |
| برونزية   | الألعاب الجامعية الصيفية 2009 |
| برونزية   | الألعاب الجامعية الصيفية 2011 |

## روابط خارجية
- ميا موراي على موقع الاتحاد الدولي لكرة السلة (الإنجليزية)
- ميا موراي على موقع كرة السلة الأوروبية.كوم (الإنجليزية)